# انریکو اولدوئینی
انریکو اولدوئینی (ایتالیایی: Enrico Oldoini؛ زادهٔ ۴ مهٔ ۱۹۴۶) کارگردان فیلم و فیلم‌نامه‌نویس اهل ایتالیا است.
از فیلم‌ها یا مجموعه‌های تلویزیونی که وی در آن‌ها نقش داشته‌است، می‌توان به پدر ماتئو، هیکل دختر زیبا، معجزه ایتالیایی و وقتی حرف می‌زنی دهنت رو ببند! اشاره نمود.